# یاواتمال
یاواتمال (به انگلیسی: Yavatmal) یک منطقهٔ مسکونی در هند است که در Yavatmal district واقع شده‌است. یاواتمال ۶۰ کیلومتر مربع مساحت و ۲۷۰٬۳۰۳ نفر جمعیت دارد و ۴۴۵ متر بالاتر از سطح دریا واقع شده‌است.